# Osei Yaw Akoto
Osei Yaw Akoto (alias : Okkoto, Yako Akoto, Yao ou seulement Yaw Akoto) (vers 1800 – 21 février 1834) était le septième roi de l’Empire ashanti, il régna de 1824 jusqu’à sa mort le 21 février 1834.

## Biographie
Osei Yaw Akoto est le fils de Konadu Yaadom. À la mort d'Osei Bonsu, Osei Yaw Akoto est l'héritier désigné mais le précédent Asantehene s'est montré favorable à l'élection de Kwaku Dua I. Afin de ne pas perdre son droit de succession, Osei Yaw Akoto emporte le sika dwa kofi au combat face aux Britanniques et leurs alliés Fantis. À son retour à Kumasi en 1824, il est officiellement intronisé.
Immédiatement après son investiture, les Ashanti - qui avaient remporté une victoire écrasante sur une unité de l’armée britannique sous son prédécesseur Osei Bonsu - furent battus par les Britanniques en juillet 1824. L’armée aschanti dut se retirer dans la capitale Kumasi et les États vassaux du sud déclarèrent leur indépendance. En 1826, les Ashantis subissent une deuxième défaite décisive à Dodowa lors d’une autre guerre avec les Britanniques. Osei Yaw Akoto avait lancé son armée dans la bataille sans une préparation suffisante, et les Britanniques utilisaient pour la première fois des fusées Congreve comme armes. En 1831, les Ashantis, dans un traité avec le gouverneur britannique George MacLean, ont dû reconnaître l’indépendance de leurs anciens États vassaux dans le sud, et les Dagombas et Gonja dans le nord ont également rompu avec la domination des Ashantis[réf. nécessaire].
En 1826, il commande en personne l'Armée ashantie qui affrontent de nouveau les Britanniques. Cependant, il quitte le champ de bataille et abandonne son siège. Kwaku Dua et le Juabenhene (chef de Juaben) Kwasi Boaten empêchent l'ennemi de s'en saisir et le réstituent à l'Asantehene. Cette importante défaite se déroule à Katamanso.
Devenant plus violent et arbitraire, il contrevient à l'un des 77 lois fondamentales d'Okomfo Anokye et attaque Juaben, cité fondatrice de la confédération ashanti. Kwasi Boaten est contraint à l'exil.
En 1827, Osei Yaw Akoto est confronté à une tentative de renversement par une figure influente de l'empire, Kwadwo Adusei Kyakya. L'homme est favorable à la paix et est à l'origine du traité de paix de 1820. Il entame une procédure de destitution qui n'aboutit pas et est exécuté en 1829. Osei Yaw Akoto meurt en 1833 et son héritier désigné, Kwaku Dua, lui succède.